# Halictus kuhlmanni
Halictus kuhlmanni är en biart som först beskrevs av Gregory B. Pauly 2008.  Halictus kuhlmanni ingår i släktet bandbin, och familjen vägbin. Inga underarter finns listade i Catalogue of Life.